# Fresenius’ Zeitschrift für Analytische Chemie
Fresenius’ Zeitschrift für Analytische Chemie war die älteste Zeitschrift für Analytische Chemie.
Sie wurde im Jahr 1861 unter dem Namen Zeitschrift für Analytische Chemie von Carl Remigius Fresenius in Wiesbaden gegründet, dieser Name existierte bis Band 127 im Jahr 1944. Zwischen 1944 und 1947 erschien die Zeitschrift – bedingt durch den Zweiten Weltkrieg – nicht. Zwischen 1947 und 1989 hieß die Zeitschrift „Fresenius’ Zeitschrift für Analytische Chemie“, im Jahr 1990 wurde Englisch als alleinige Sprache der Zeitschrift eingeführt und die Zeitschrift in Fresenius Journal of Analytical Chemistry umbenannt. Erste Beiträge in englischer Sprache erschienen in den 1950er-Jahren in der Zeitschrift, zwischen etwa 1960 und 1990 wurden sowohl englische als auch deutschsprachige Beiträge gedruckt.
Im März 2001 übernahm der Springer-Verlag rückwirkend zum 1. Januar 2001 alle Anteile an dem Journal, an dem er vorher schon 50 Prozent gehalten hatte. Seit Januar 2002 erscheint die Zeitschrift Analytical and Bioanalytical Chemistry (abgekürzt ABC bzw. nach ISO 4 Anal. Bioanal. Chem.), das neue Journal entstand aus einer Fusion von „Fresenius Journal“, „Analusis – A European Journal of Analytical Chemistry“ und „Quimica Analitica“ (Barcelona, Spanien)
Der Impact Factor lag für das Jahr 2020 bei 4,142. In der Statistik des Science Citation Index lag die Zeitschrift 2015 in der Kategorie „Analytische Chemie“ an 13. Stelle von 74 Journals. Im Bereich „Biochemische Forschungsmethoden“ belegte sie Platz 21 von 79 Zeitschriften.

## Geschichte
Die Gründung erfolgt ein Jahr nach dem Karlsruher Kongress, dem ersten internationalen Kongress für Chemie, auf dem jedoch klar wurde, wie verschieden die Ansichten der Chemiker über grundlegende Konzepte noch waren. Das erste Heft der Zeitschrift wurde am 15. Dezember 1861 versandt; es erschien im Verlag von C. W. Kreidel.
Im Juni hatte Carl Remigius Fresenius eine Ankündigung der Zeitschrift, einen „Prospectus“ versandt, in dem er unter anderem schrieb:

„Ohne Mühe läßt sich nachweisen, daß alle großen Fortschritte der Chemie in mehr oder weniger direktem Zusammenhang stehen mit neuen oder verbesserten analytischen Methoden. … Die analytischen Methoden sind eine große Errungenschaft, ein wichtiger wissenschaftlicher Schatz. Sie sind es aber nur dann in vollem Maße, wenn sie leicht überschaubar und zugänglich sind. (…) Diese Aufgabe kann nur ein periodische Schrift erfüllen aber bei der großen Ausdehnung des Stoffes nur eine solche, welche sich derselben ausschließlich und ganz widmet.“

Die Verbindung der Zeitschrift mit einem Labor stellte sich als großer Vorteil heraus, da die Methoden der eingesandten Arbeiten häufig im Labor von Fresenius überprüft worden sind; diese Sorgfalt „verschaffte der Zeitschrift sehr bald ein hohes Ansehen bei Wissenschaftlern und Praktikern“.
Im Jahr 1867 hatte die Zeitschrift eine Auflage von 1250 Exemplaren. Nachdem die Zeitschrift zunächst viermal im Jahr erschienen war, mussten wegen der steigenden Zahl der Artikel ab 1887 (Vol. 26) jährlich sechs Hefte veröffentlicht werden. Seit 1897 erschien die Zeitschrift monatlich. In diesem Jahr übernahm auch Heinrich Fresenius nach dem Tod seines Vaters die Zeitschrift.
Der erste Verleger C. W. Kreidel starb 1890, danach hatte Joseph Friedrich Bergmann seinen Verlag und damit auch die Zeitschrift übernommen. Im Jahr 1914 hatte Bergmann den Verleger Julius Springer als Partner aufgenommen. Bergmann starb 1917, so dass die Zeitschrift an den Springer-Verlag überging.

## Herausgeber
Über 140 Jahre wurde die Zeitschrift – mit Ausnahme eines Jahres – immer von Mitgliedern der Familie Fresenius herausgegeben. Herausgeber im Einzelnen waren:
- Carl Remigius Fresenius – bis 1881 (Band 20)
- C. R. Fresenius mit Remigius Heinrich Fresenius (seinem Sohn) – bis 1897 (Band 21 bis 36)
- Heinrich Fresenius, Wilhelm Th. Fresenius und Ernst Hintz bis 1920 (Band 37 bis 58)
- Theodor Wilhelm Fresenius und Ludwig Fresenius bis 1935 (Band 59 bis 104)
- Remigius Fresenius und Ludwig Fresenius bis 1936 (Band 105)
- Remigius Fresenius bis 1944 (Band 106 bis 127)
- Albin Kurtenacker ab 1947 (Band 128)
- Wilhelm Nils Fresenius und Albin Kurtenacker 1949 bis 1962 (Band 129 bis 187)
- Wilhelm Fresenius 1962 bis 1982 (Band 188 bis 310)
- Wilhelm Fresenius und Ingo Lüderwald 1982 bis 2001 (Band 311 etc.)